# رشته‌کوه آنگاچاک
رشته‌کوه آنگاچاک (روسی: хребет Ангачак) یک رشته‌کوه در استان ماگادان کشور روسیه است.